# Villa Taranto
Villa Taranto è una villa che ha sede a Verbania. Il corpo principale è sede della prefettura della provincia del Verbano-Cusio-Ossola, mentre i giardini sono adibiti a orto botanico.
Si trova nella parte nordorientale del promontorio della Castagnola, sul lago Maggiore, tra le frazioni cittadine di Pallanza e Intra. I giardini, che ospitano oltre ventimila essenze botaniche e che coprono un'area di circa 160 000 m², sono percorsi da 7 km di viali.
Sono visitati nei 245 giorni d'apertura da oltre 150 000 persone e sono considerati dagli utenti di Theneeds i giardini più belli del mondo.

## Storia
La villa chiamata "la Crocetta" dal nome dell'area in cui sorgeva venne fatta realizzare nel 1870 dal conte Alessandro Orsetti per il figlio malato di consunzione, l'anno successivo chiese la concessione di uno sbocco sul lago per costruirvi una darsena e un casotto per i bagni e nel 1880 chiese il permesso di costruire uno chalet in muratura nei pressi della villa. La villa era stata progettata dall'architetto svizzero Augusto Guidini già autore di Villa Scagliola, degli interventi su Palazzo Bolongaro a Stresa e di Villa Della Casa a Baveno (realizzata per l'Imprenditore svizzero Nicola Della Casa).
Intorno al 1900 la villa venne venduta a Rosamund Marke Wood, dama di palazzo della regina Elena e moglie del conte di Sant'Elia, cerimoniere di Vittorio Emanuele III. La marchesa fece ampliare l'edificio aggiungendovi diverse stanze destinate alle numerose visite di ospiti altolocati. Nel 1929, avendo ricevuto una cospicua eredità dalla madre, la marchesa decise di trasferirsi nei pressi di Dover e mise in vendita la proprietà.
Nel 1930, il facoltoso capitano scozzese Neil McEacharn era in viaggio sull'Orient Express, dopo un soggiorno a Venezia, e, mentre leggeva il Times fu attratto da un annuncio di vendita di una villa con parco sul Lago Maggiore. Seguendo un irresistibile impulso McEacharn si recò a Pallanza. Nonostante trovasse scomodo l'edificio perché privo di spazi di servizio e il giardino antistante non fosse di suo gusto, McEacharn rimase colpito dalla posizione panoramica, dopo essersi accertato che i terreni contigui fossero acquistabili, comprò la proprietà.
I lavori di ammodernamento e trasformazione della villa durarono 9 anni dal 1931 al 1940, e McEacharn ribattezzò la proprietà Villa Taranto, in onore del suo antenato Étienne Macdonald, nominato duca di Taranto da Napoleone.
Tutto il complesso fu donato allo Stato italiano nel 1962. La villa non è visitabile in quanto sede della Prefettura della provincia del Verbano-Cusio-Ossola dal 1995.

## I giardini botanici
I giardini sono suddivisi in varie zone quali serre, giardini terrazzati, aiuole floreali, erbari.
Le specie floreali provengono da varie parti del mondo. Tra le specie rare: le grandi ninfee Victoria cruziana (coltivate in serre tropicali), le conifere Metasequoia glyptostroboides, le felci Dicksonia antarctica, le Emmenopterys henryi della famiglia delle Rubiaceae e l'Acer palmatum cap. Mc Eacharn.
I giardini sono visitabili, a pagamento. Le visite sono libere e ogni pianta è corredata da un cartello che ne indica il nome. È possibile raggiungere i giardini non solo via terra, ma anche dal lago, c'è un'apposita fermata dove fa servizio la Navigazione Lago Maggiore e un attracco per i diportisti privati.
Il 25 agosto 2012 una tromba d'aria ha distrutto la maggior parte degli alberi e delle piante, provocando la chiusura anticipata della struttura; la chiusura stagionale terminava ogni anno al primo novembre. Nonostante i danni rilevanti, i giardini sono stati ripristinati a tempo di record e riaperti per l'apertura stagionale del 2013.

## Mausoleo a Neil McEacharn

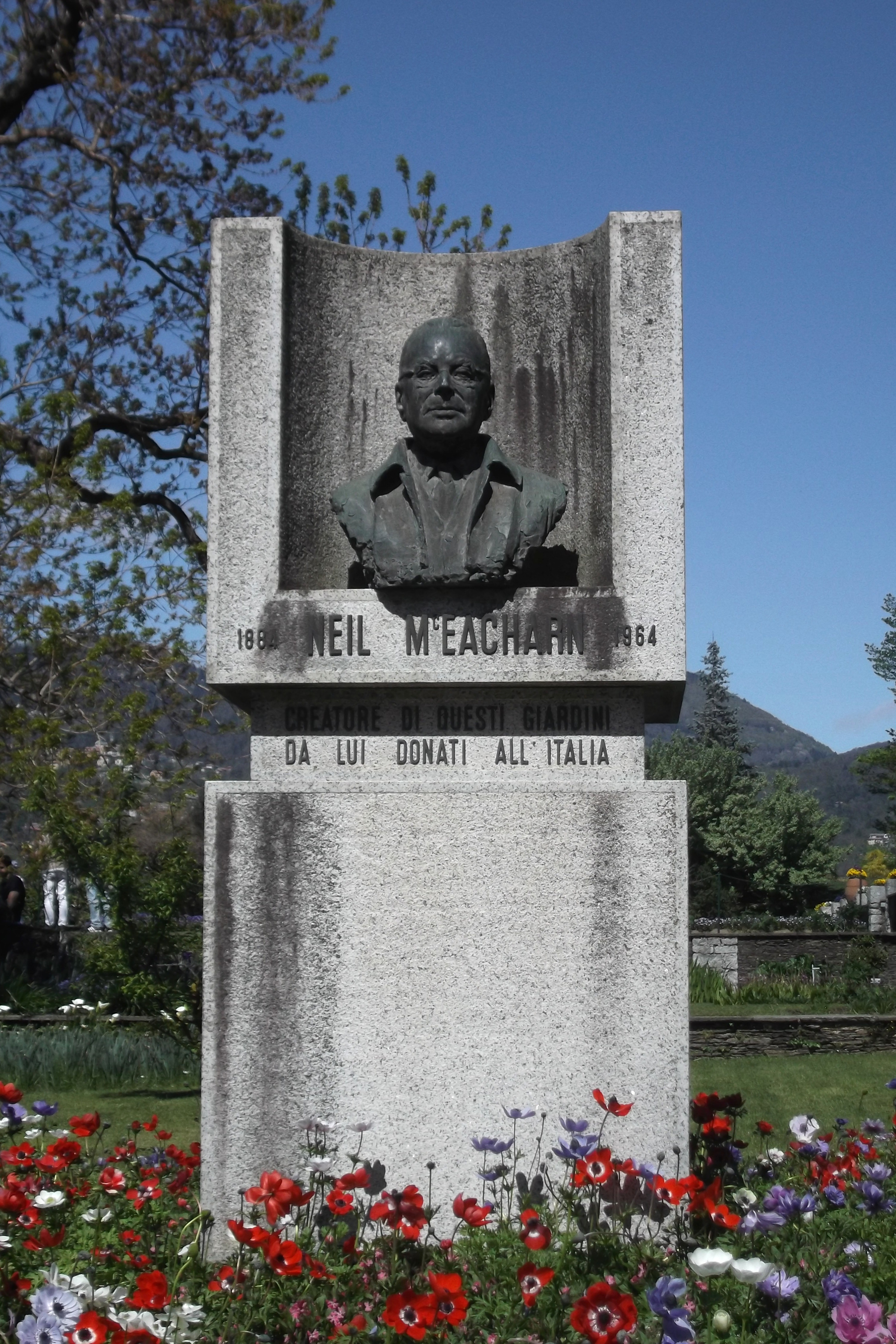
Monumento a Neil McEacharn nella villa

All'interno dei giardini si trova anche un mausoleo a Neil McEacharn, costruito nel 1965 (su progetto del prof. Renato Bonazzi).
Per quanto riguarda le opere d'arte presenti nei giardini, si possono ammirare in particolare due sculture bronzee: una riproduce il notissimo "Pescatore" (1876) del napoletano Vincenzo Gemito, posto a coronamento dei Giardini Terrazzati, l'altra il busto di McEacharn, realizzato dal noto scultore milanese Gualberto Rocchi, ritrattista prediletto di molte personalità internazionali soprattutto negli anni Sessanta-Ottanta del Novecento.

## Galleria d'immagini

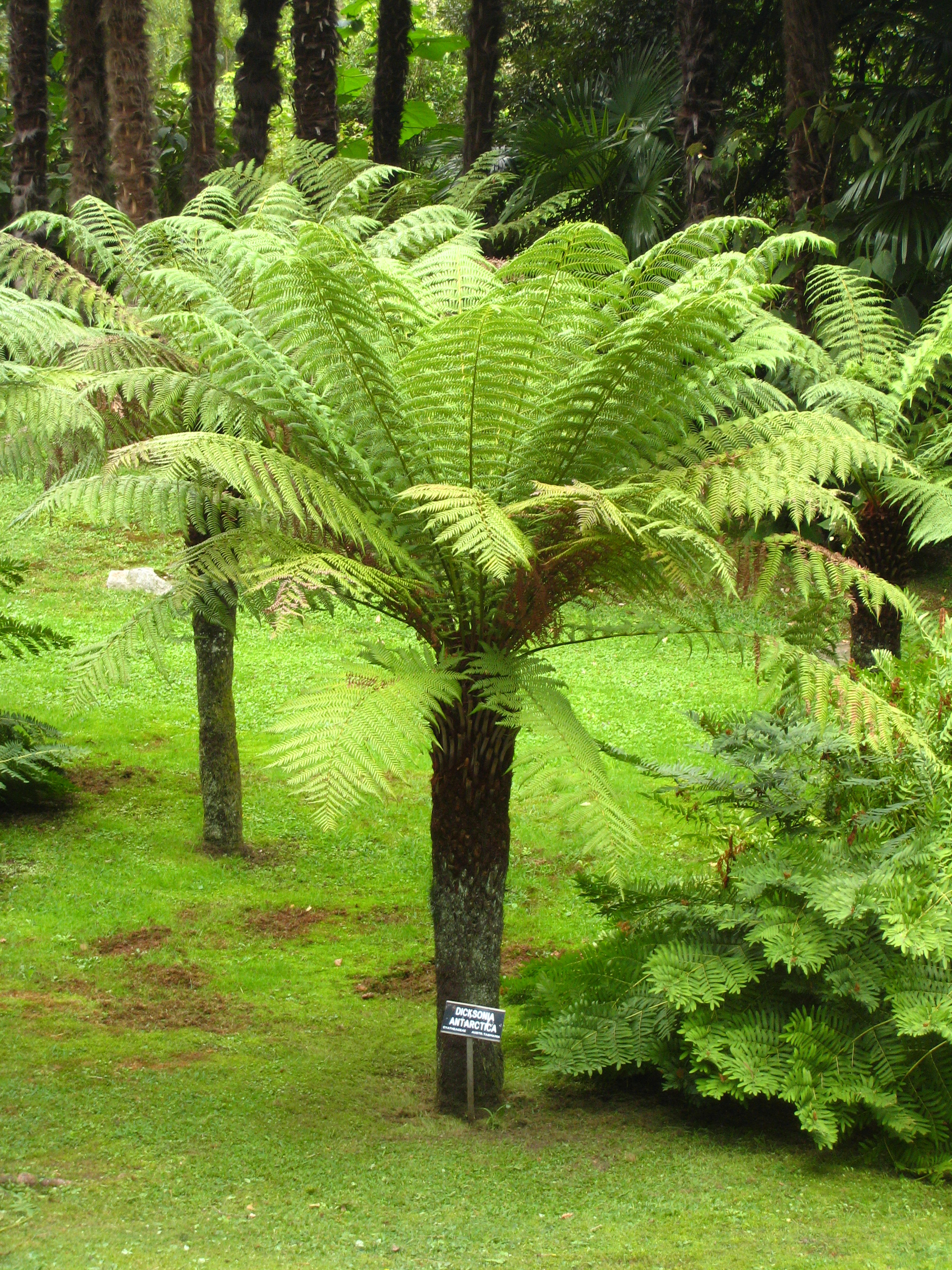
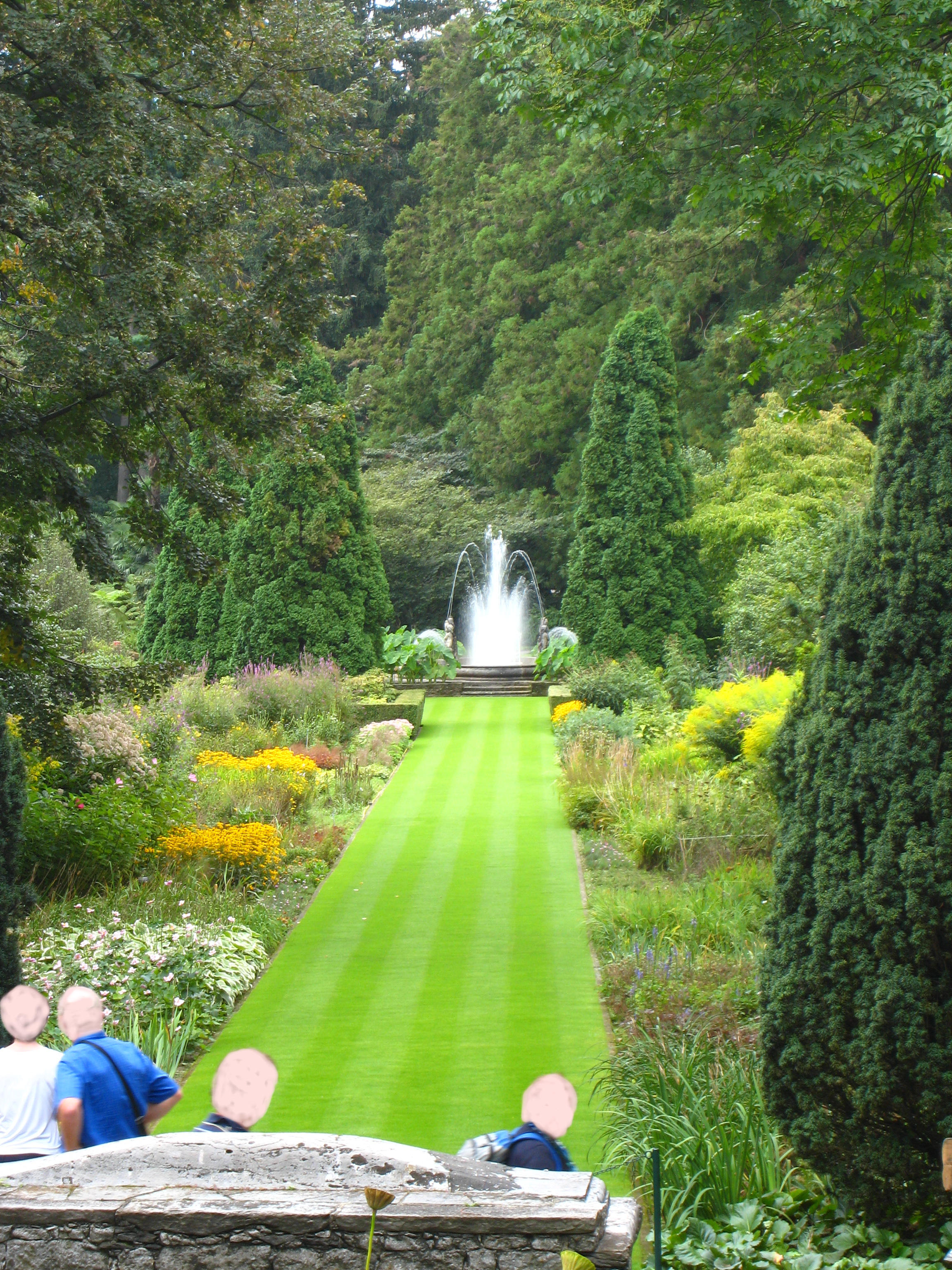
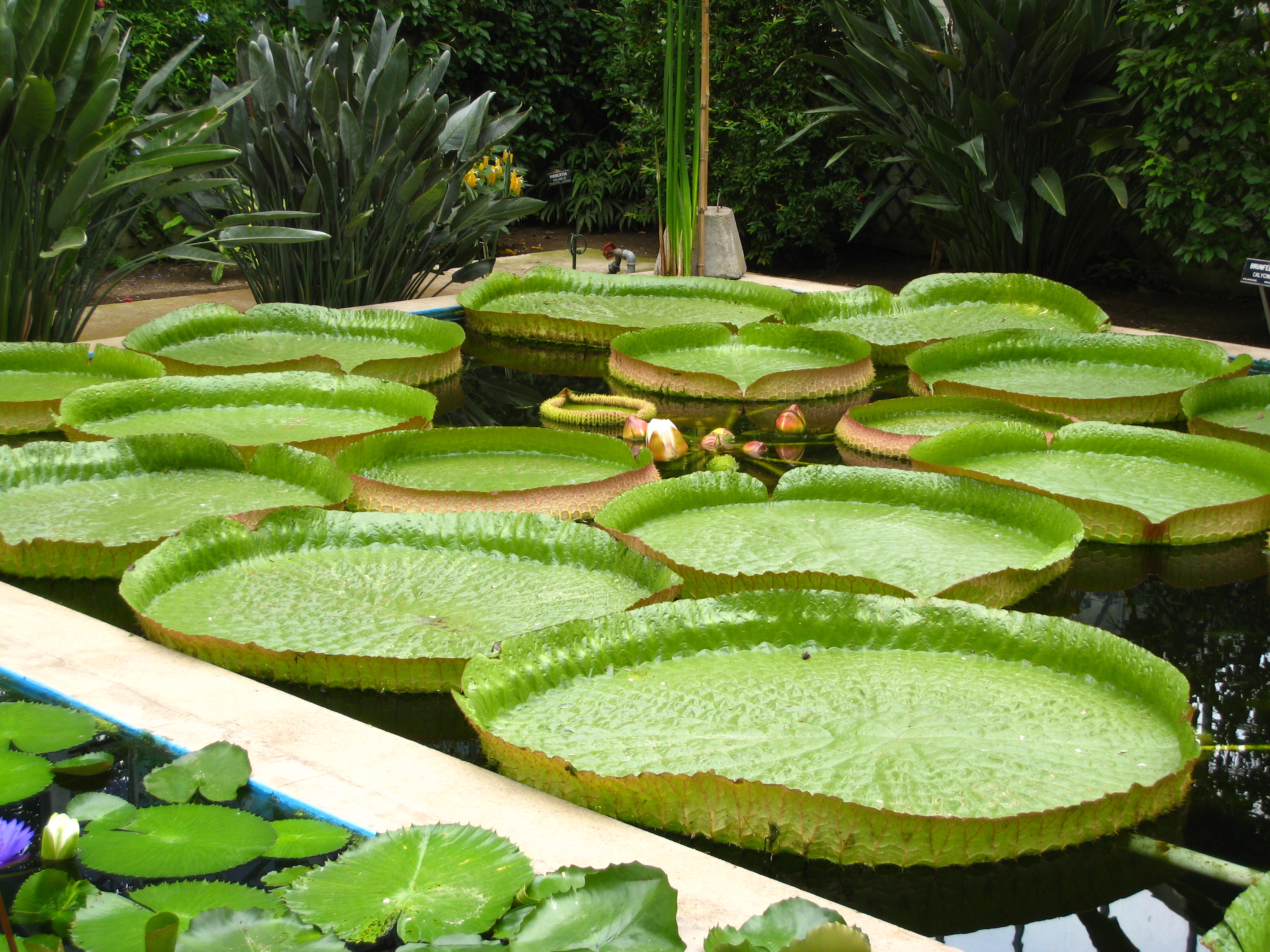
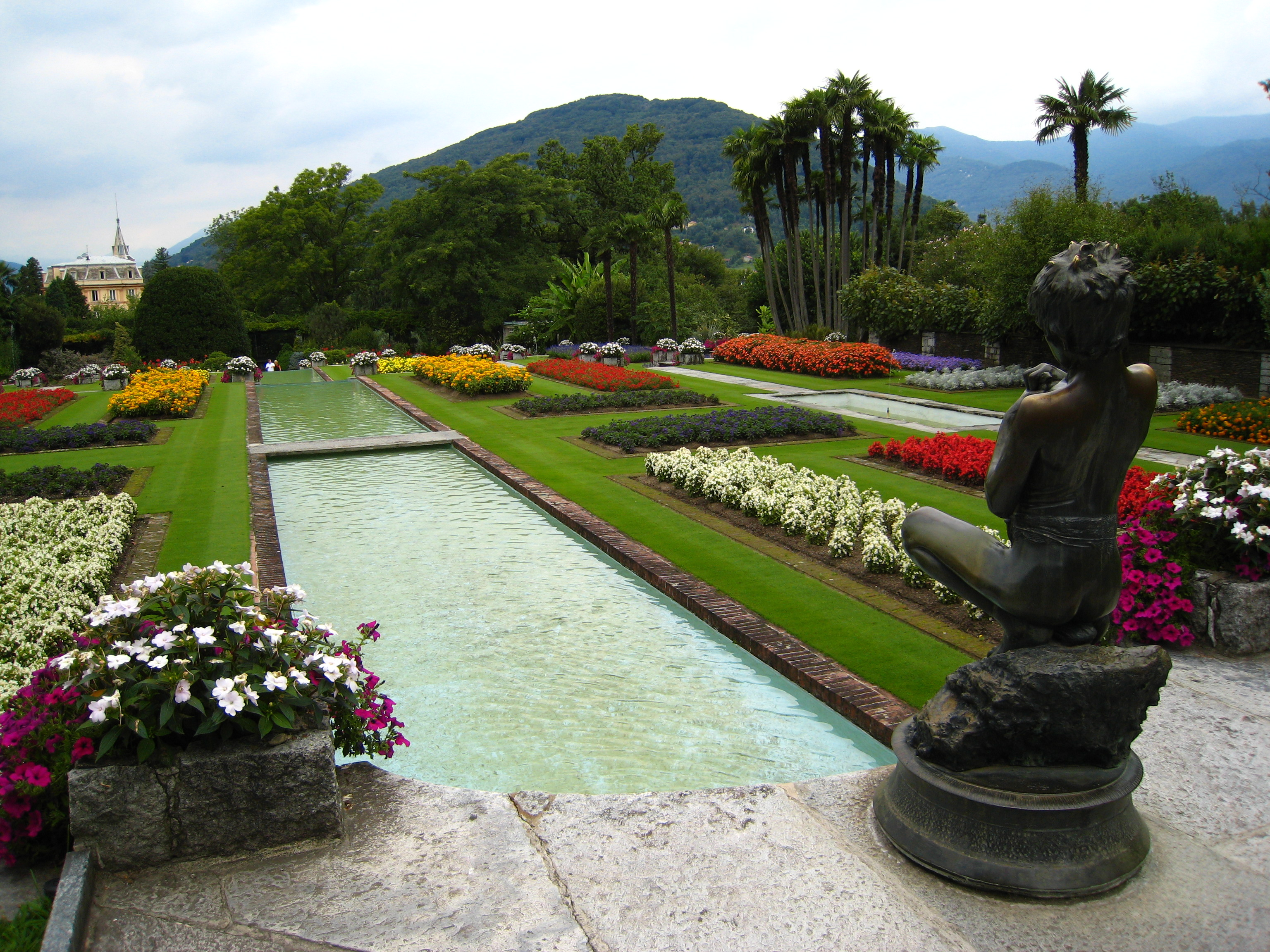
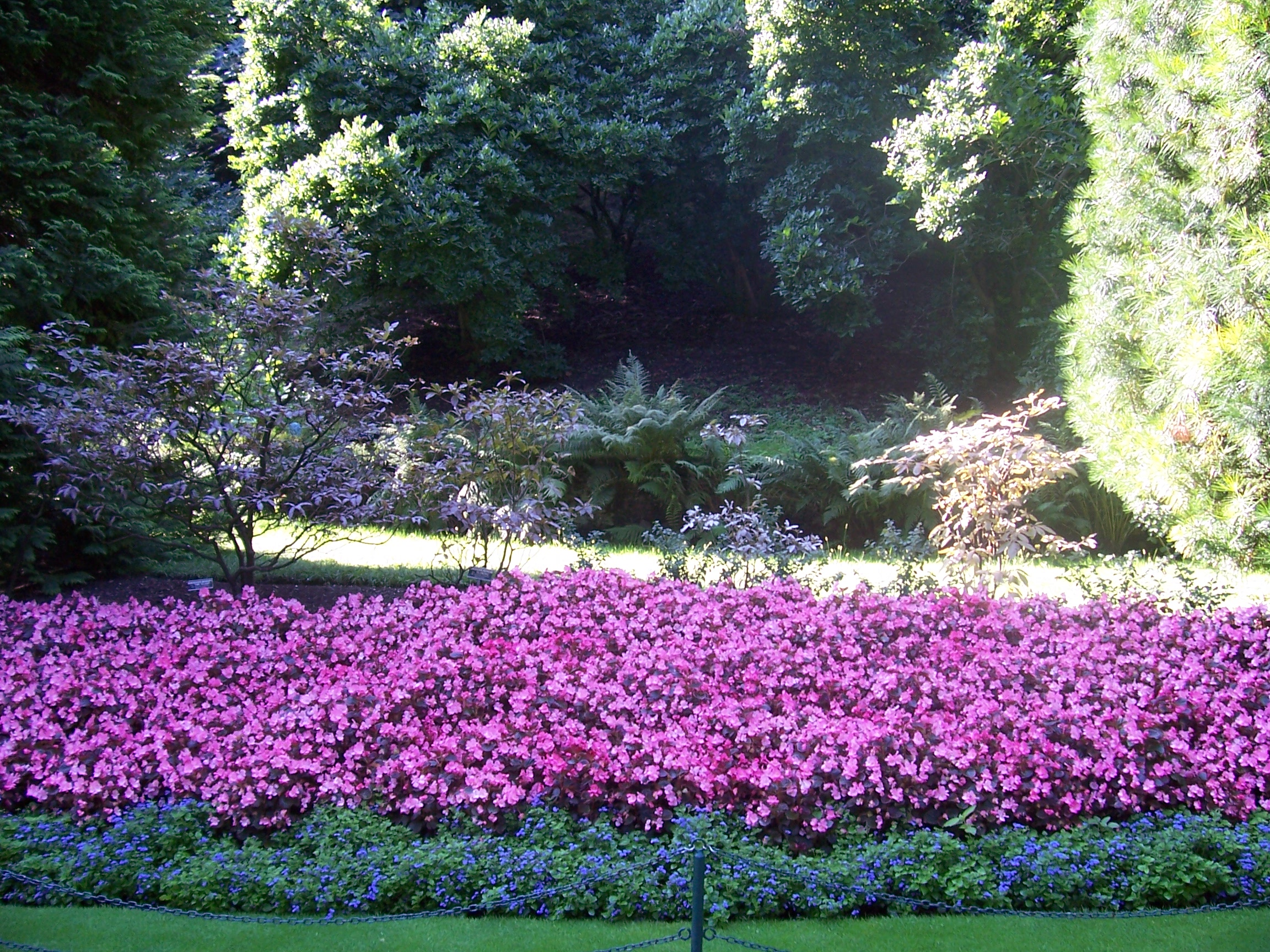
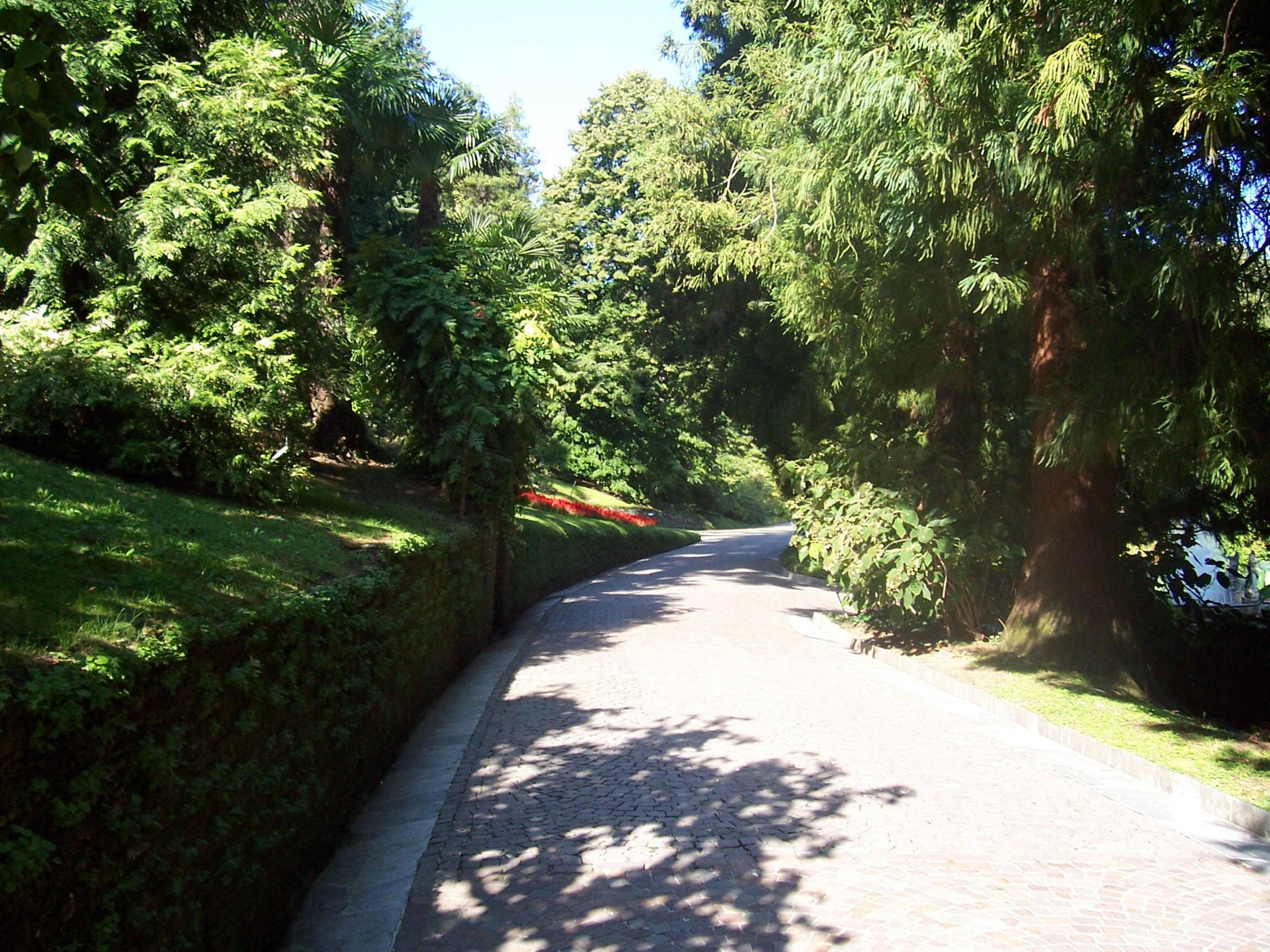
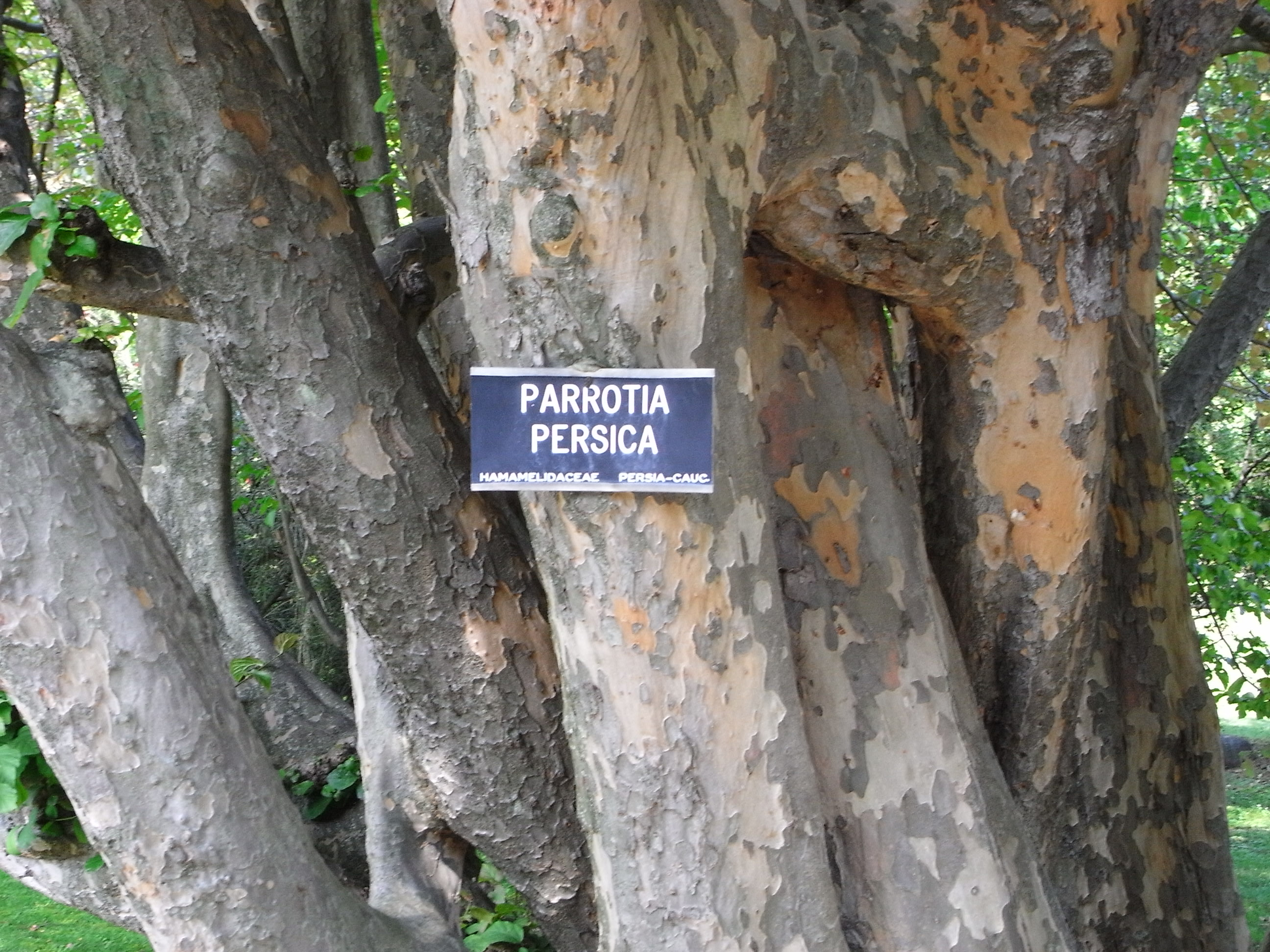